# Руско-турски рат (1568—1570)
Руско-турски рат (1568—1570) је био низ војних окршаја од 1568. год. до 1570. г. између Русије и Османског царства. Узрок рата било је заузеће града Астрахана и његовог Астраханског Каната од стране руског цара Ивана грозног, 1556. године.

## Ток рата
Султан Селим II је 1568. г. био покретач сукоба са својим будућим северним такмацом, одлучивши да споји реке Волгу и Дон каналом, и да на тај начин учврсти своју власт над црноморским приморјем. У лето 1569. г. велика војска под водством Касим-паше од: 18.000 јањичара, 2000 спахија, и неколико хиљада азапа, и акинџија, послана је да опколи Астрахан. Сигурност радова на каналу, требало је да чува војска од 50.000 Татара, док је османска флота опседала утврђење Азов на ушћу Дона у Азовско море.
Војни заповедник Астрахана кнез Шеребјанов је са својом посадом од 30.000 људи, изјурио из града и силовито поразио нападаче, разјурио раднике и Татаре. Око 70% преосталих противничких војника страдало је од смрзавања, или су у степама допали шака Черкезима, док је османску флоту уништила олуја.

## Крај рат и мировни споразум
На почетку 1570, цар Иван послао је свог изасланика у Цариград и закључио мир са султаном, чиме је Турска признала Руском царству право на Астрахан. Међутим овај мир није дуго потрајао, јер је уследио руско-кримски рат , и већ 1571. г. татарска војска је напала и спалила Москву.